# Забрањена љубав (ТВ серија из 1996)
Забрањена љубав (шп. Sentimientos ajenos) мексичка је теленовела, продукцијске куће Телевиса, снимана 1996.
У Србији је приказивана током 1996. и 1997. на ТВ Палма, а касније и на осталим локалним телевизијама.

## Синопсис
Ово је прича о слаткој и доброј Софији, младој сликарки, која се заљубљује у Рената не сумњајући да ће та љубав пробудити мржњу њене сестре.
Леонор не преза ни од чега да спречи њихово венчање. Пошто не успева у тој намери покушава на хиљаду начина да отме мужа својој сестри, што ће одвести у гроб њиховог оца.
Леонор интригама осваја Умберта, брзоплетог и страственог младића, представљајући се као Софија. Када Ренато начује за „везу“ његове жене и Умберта, избацује је из куће и одваја од малог детета.
Збуњена и повређена, Софија се мора борити како би повратила свој живот из канџи непријатеља за ког никад није сумњала. Али у њен живот ће ући Мигел Анхел који ће јој, можда, помоћи да заборави Рената.

## Улоге
| Глумац             | Улога                   |
| ------------------ | ----------------------- |
| Jоланда Андраде    | Софија де ла Уерта      |
| Чантал Андере      | Леонор де ла Уерта      |
| Карлос Понсе       | Ренато Арамендија       |
| Оливија Бусио      | Ева Баријентос          |
| Арсенио Кампос     | Хоакин                  |
| Марио Симаро       | Рамиро                  |
| Лурдес Дешамп      | Ракел                   |
| Исаура Еспиноза    | Аурора Мендиола         |
| Ернесто Годој      | Херардо Баријентос      |
| Кармелита Гонзалез | Инес                    |
| Сусана Гонзалез    | Норма                   |
| Арон Ернан         | Андрес Баријентос       |
| Глорија Изакире    | Луча                    |
| Мануел Ландета     | Мигел Анхел             |
| Ана Берта Лепе     | Тереза                  |
| Адалберто Мартинез | Педро                   |
| Орландо Мигел      | Дарио Мендиола          |
| Марсела Матос      | Малена                  |
| Едит Маркез        | Марсела                 |
| Хавијер Ортиз      | Умберто                 |
| Катија дел Рио     | Делија                  |
| Хектор Саез        | Фернандо                |
| Еди Хол Фелипе     | Бониља                  |
| Габријела Арохо    | Худит                   |
| Хосе Елијас Морено | Хосе Марија де ла Уерта |
| Антонио Мигел      | Отац Ефраин             |
| Дина де Марко      | Доната                  |
| Долорес Беристаин  | Грасијано               |
| Хосе Виљер         | Ернесто                 |
| Марисол дел Олмо   | Лупита                  |
| Едуардо Луго       | Дон Хесус               |
| Алехандра Хурадо   | Амалија                 |